# Филипповские курганы
Филипповские курганы (Илекские курганы) — около трёх десятков курганов савроматской / раннесарматской культуры V—IV веков до нашей эры, исследованных археологами около села Филипповка на Южном Урале. Наряду с курганами на левобережье Илека (5 могильников, вскрытых у села Покровка) и могильником Пятимары на правобережье Илека образуют большую группу Илекских курганов.

## История
О существовании огромных курганов в бассейне Илека сообщали ещё в XVIII веке П. И. Рычков и П. С. Паллас. Первые небольшие раскопки производили Ф. Д. Нефёдов в 1887—1888 годах и Ж. А. Кастанье в начале XX века. На основании этих раскопок М. И. Ростовцев ассоциировал эту культуру с сарматами.. Первое описание курганов близ Филипповки составил в 1897 году краевед Михаил Львович Юдин.
Филипповский погребальный комплекс (некрополь) состоит из 30 земляных курганных насыпей различной величины, включая так называемые царские курганы диаметром 80-100 и высотой 7-8 метров.

### Археологические раскопки
В 1986—1990 годах экспедиция Института истории, языка и литературы Башкирского филиала АН СССР под руководством А. Х. Пшеничнюка исследовала 17 курганов в некрополе Филипповка-1. Раскопки на царском кургане «Золотой Мар» (курган № 1), проведённые в 1987—1988 годах, позволили обнаружить нетронутое сарматское захоронение из 600 бытовых предметов из золота и серебра, в том числе, 26 фигурок золотых оленей. По завершении раскопок ценности были упакованы в 5 ящиков, отправлены грузовым поездом на реставрацию в Москву, но в дороге затерялись. В начале 1990-х годов ящики нашлись в хранилище частного коммерческого «МАПО-банка». Находки профессора Пшеничнюка хранятся в Музее археологии и этнографии Института этнологических исследований УНЦ РАН. В 2001—2003 годах уфимский музей совместно с Эрмитажем организовал выставку «Золотые олени Евразии», которая экспонировалась в музее «Метрополитен» в Нью-Йорке, в «Палаццо Реаль» в Милане, в Государственном Эрмитаже в Санкт-Петербурге и Государственном Историческом музее в Москве. Наиболее яркие артефакты из уфимской коллекции «Золото сарматов» в 2005 году удостоились изображения на российских почтовых марках.
В 2004—2009 годах работы в курганном комплексе Филипповка-1 были продолжены Приуральской экспедицией Института археологии РАН под руководством Л. Т. Яблонского. При раскопках второго царского кургана (курган № 4) в 2006 году было обнаружено несколько нетронутых погребения знатных воинов, элементы доспеха, мечи и золотые украшения.
В 2013—2014 годах археологические исследования были возобновлены, начиная с 2004 года под руководством Л. Т. Яблонского были раскопаны 13 курганов. В результате этих исследований был получен удивительный по своему богатству и научной значимости материал. В царском кургане № 4 была обнаружена погребальная камера высокопоставленной женщины (предположительно жрицы, возраст около 35 лет) и новые ценные экспонаты сарматской эпохи. На нижнем платье, рубахе и шали погребённой были «штампованные нашивки из золотого листа, изображающие цветы-розетты, свёрнутого в кольцо сайгака, сцены терзания сайгака пантерой». Скрупулёзный анализ разноцветного бисера позволил реставратору Наталии Синицыной восстановить сарматскую вышивку. Всего из кургана извлечено свыше тысячи предметов: серебряное зеркальце ахеменидской работы, туалетные сосудики, мешочки, ложечки и палитры для красок (в том числе для татуировок), позолоченные татуировочные и швейные иглы и т. д. Экспонаты хранятся в Оренбургском губернаторском историко-краеведческом музее. В 2023 году они были представлены на выставке «Золото сарматских вождей» в ГМИИ им. А. С. Пушкина.

## Описание
Найденные предметы представляют собой утварь с золотыми накладками в виде птиц и зверей, холодное оружие, женские украшения. Наибольший интерес представляют так называемые царские курганы, где в сопровождении драгоценного инвентаря были погребены знатные вожди сарматов. В некоторых курганах поменьше было погребено от 8 до 10 человек более низкого социального статуса. Вокруг захоронений — типичные для скифского мира жертвенные комплексы, включающие погребения лошадей. Хотя большинство филипповских находок могут быть отнесены к степному «звериному стилю», часть предметов (например, зеркало погребённой в кургане № 4) имеет стилистические параллели в персидском искусстве эпохи Ахеменидов. Предполагается, что подобные вещи были изготовлены в персидских мастерских по заказам савроматских вождей.
Курганы ещё в древности пытались ограбить: так, в погребальную камеру кургана № 1 вели несколько подземных ходов, прокопанных с целью грабежа. Обнаруженные в Филипповке артефакты позволили восстановить тяжёлые доспехи ранних сарматских воинов — катафрактов.
Филипповский погребальный комплекс стоит в одном ряду с другми известными захоронениями, такими как Солоха, Чертомлык, Куль-Оба, Толстая могила, Иссыкский курган, Пазырыкские погребения и Башадарские курганы.

## Галерея

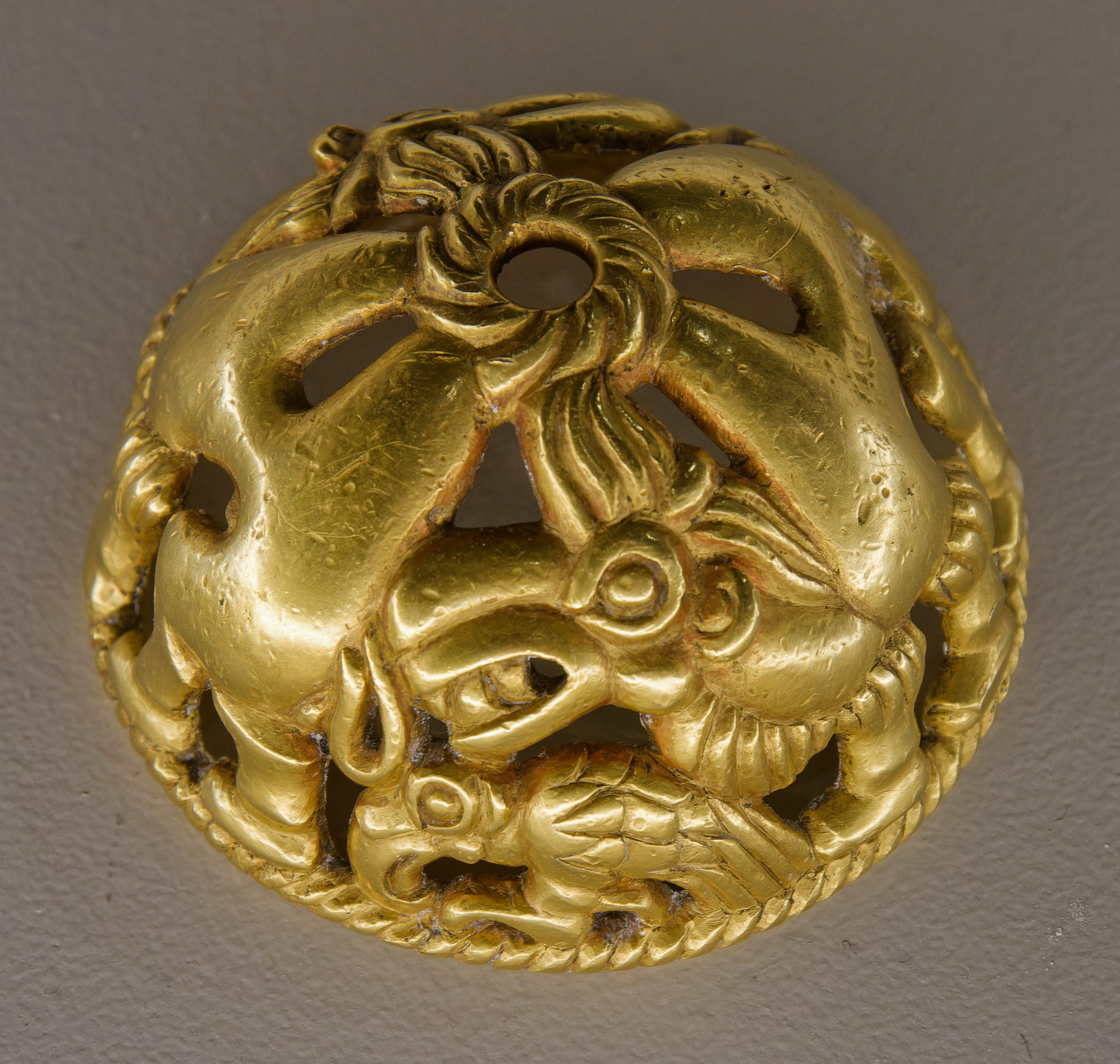
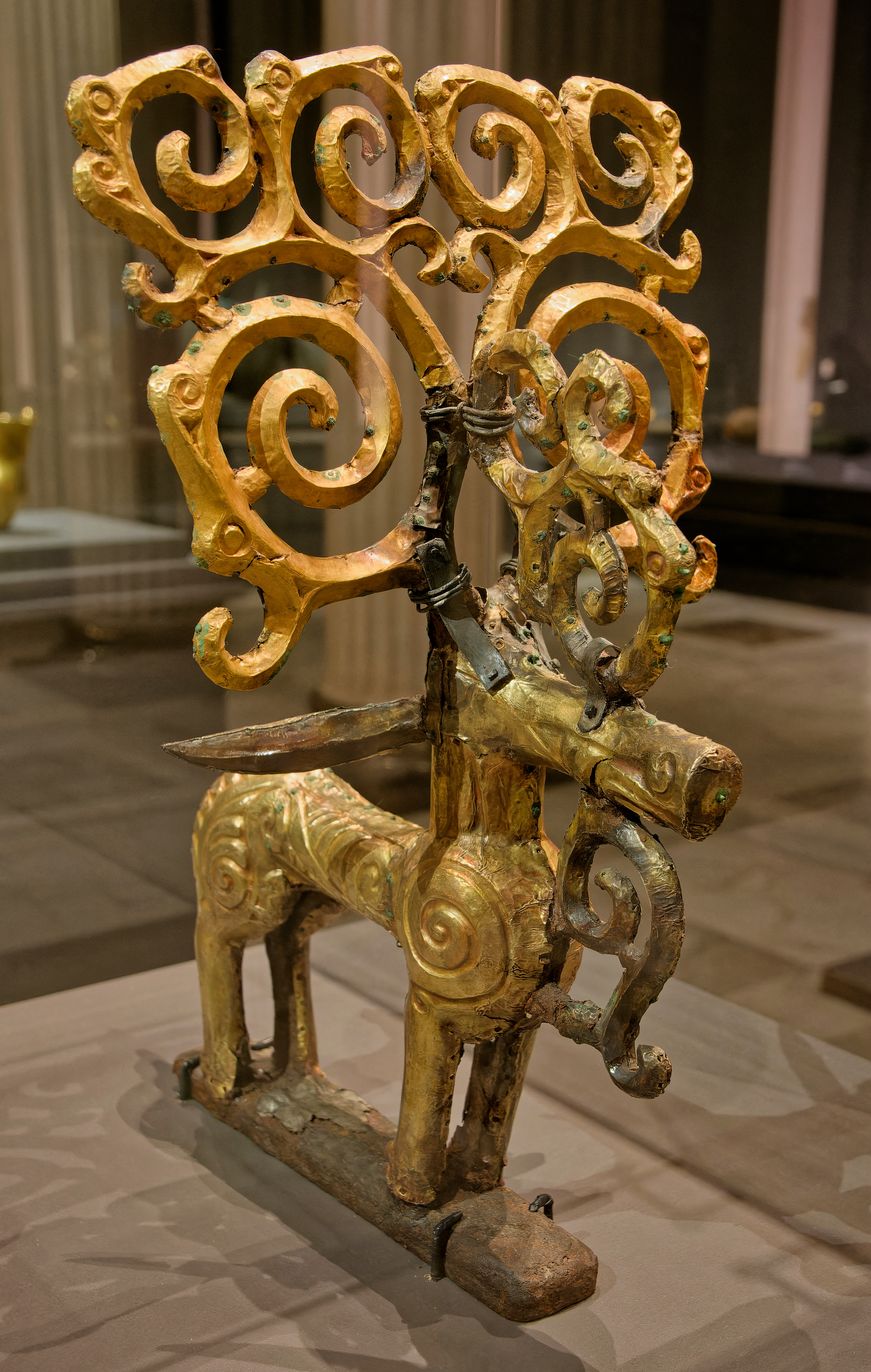
Деревянная позолоченная фигурка оленя
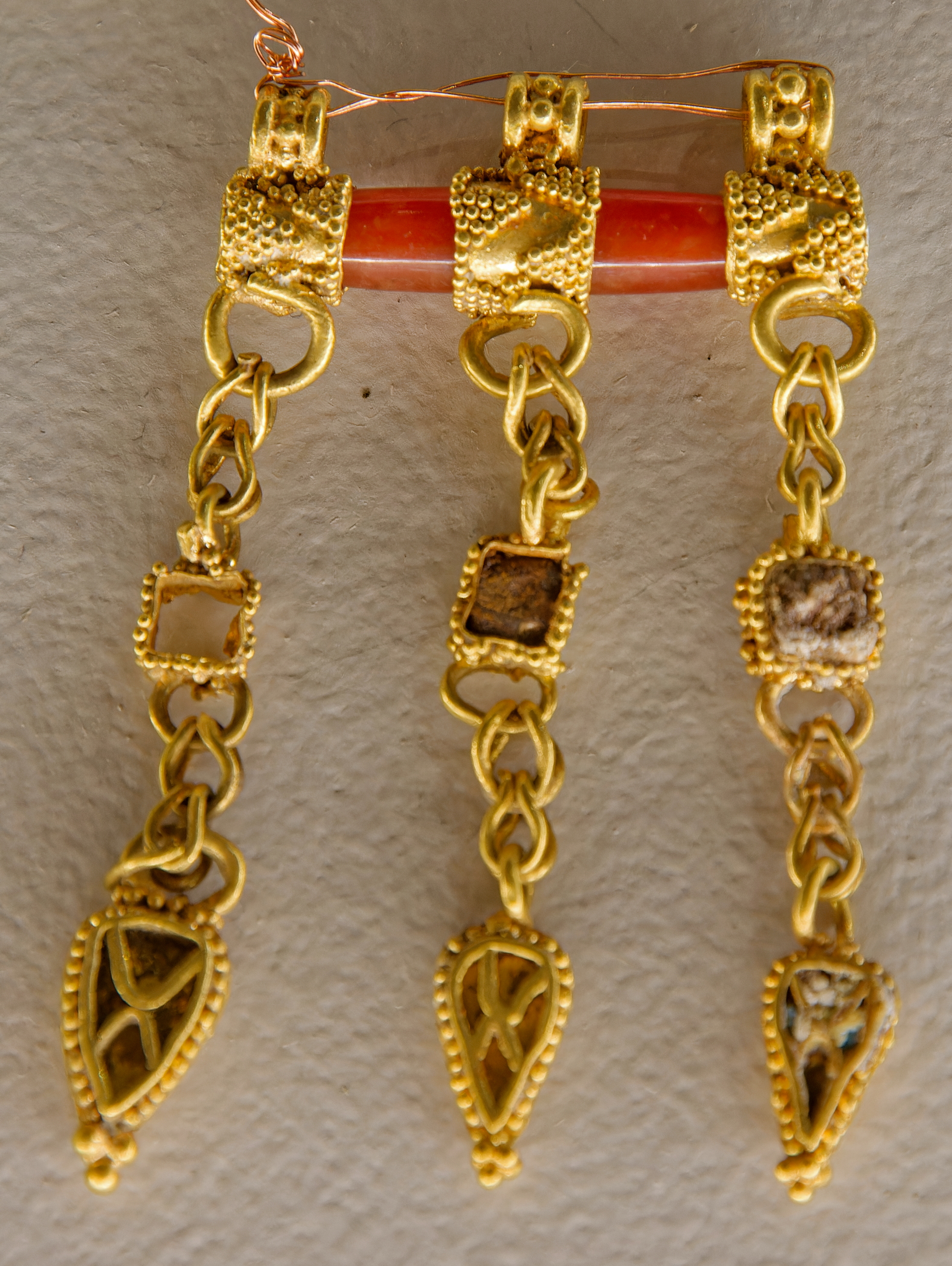
Золотые подвески
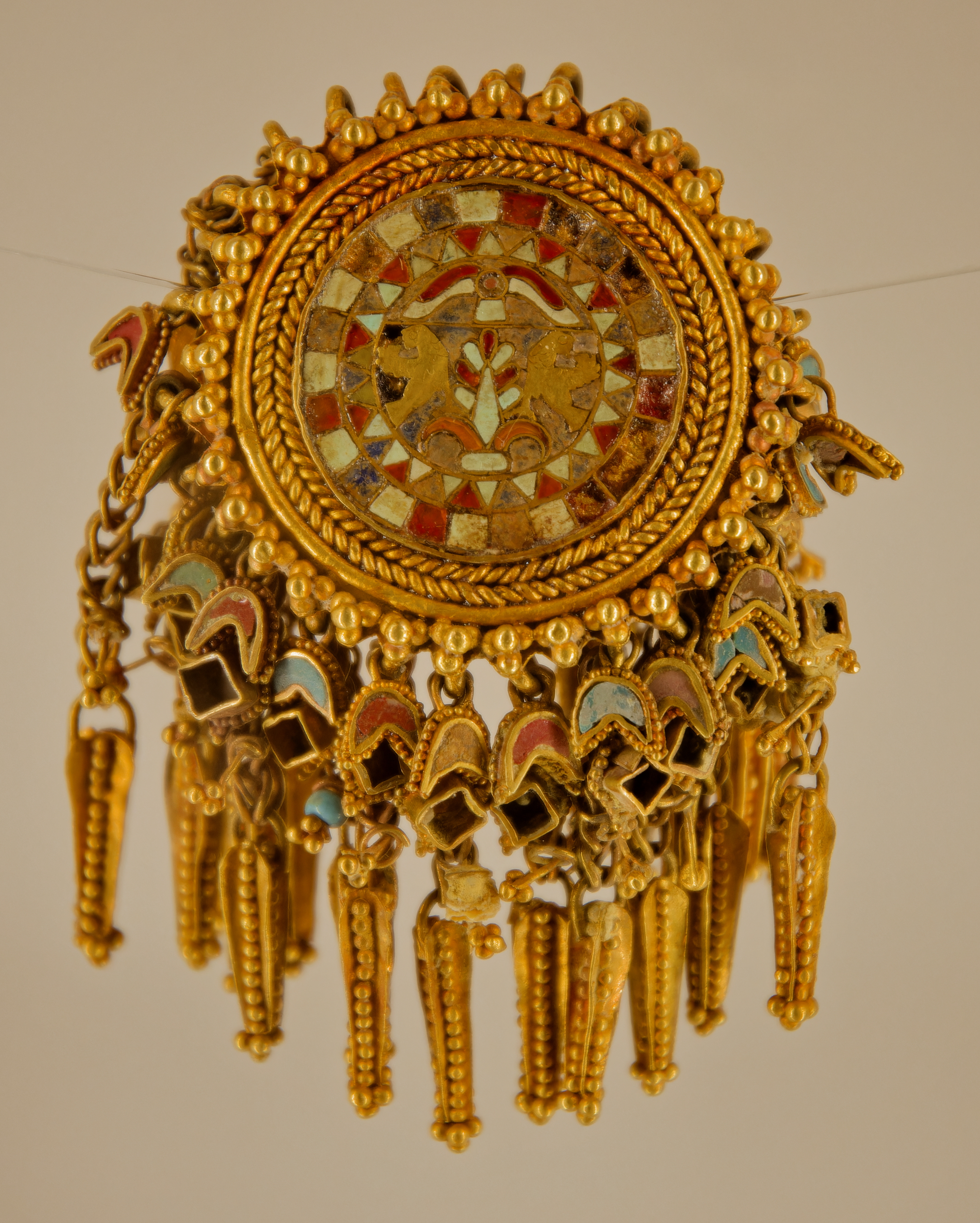
Медальон
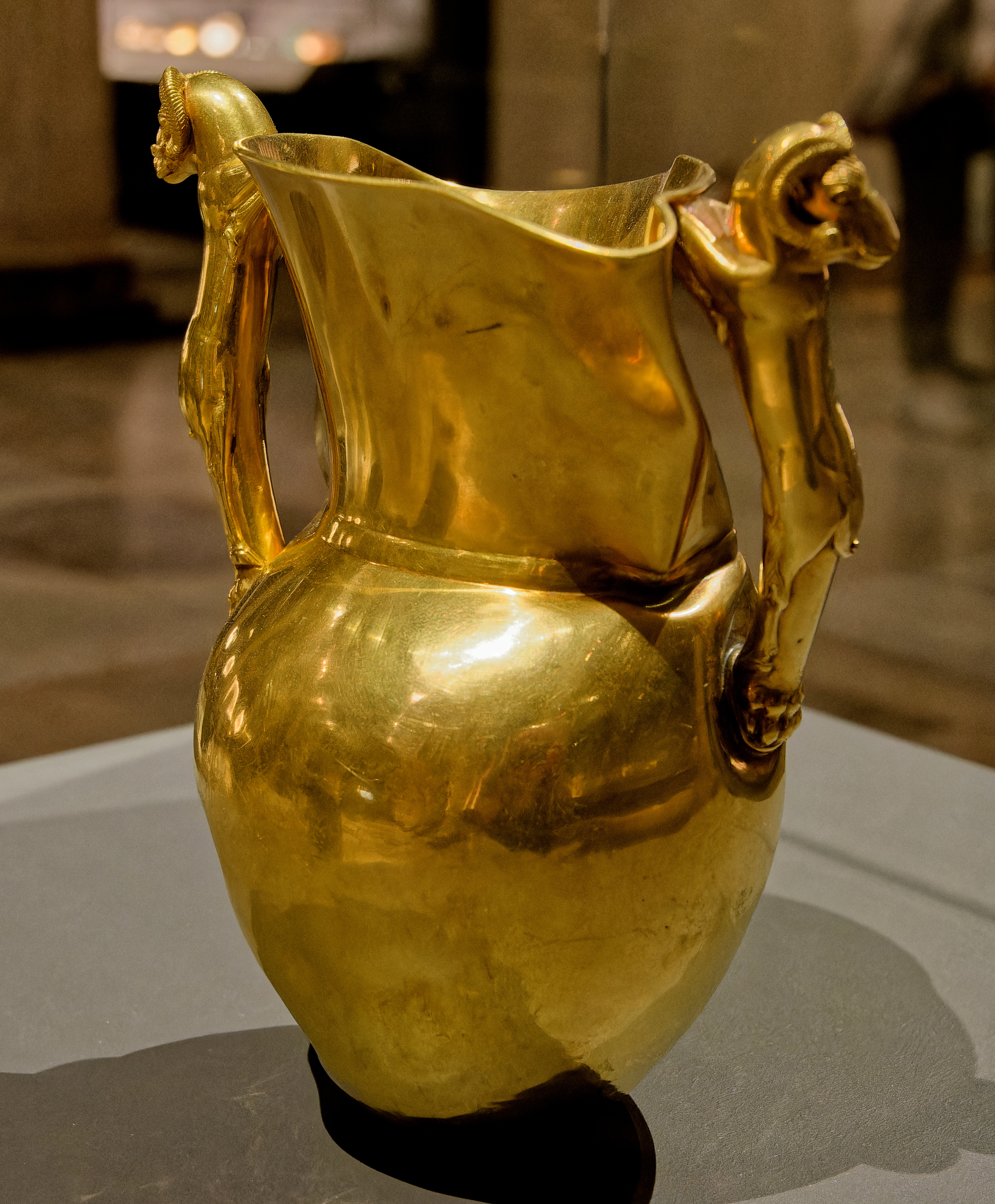
Амфора с ручками в форме аргали
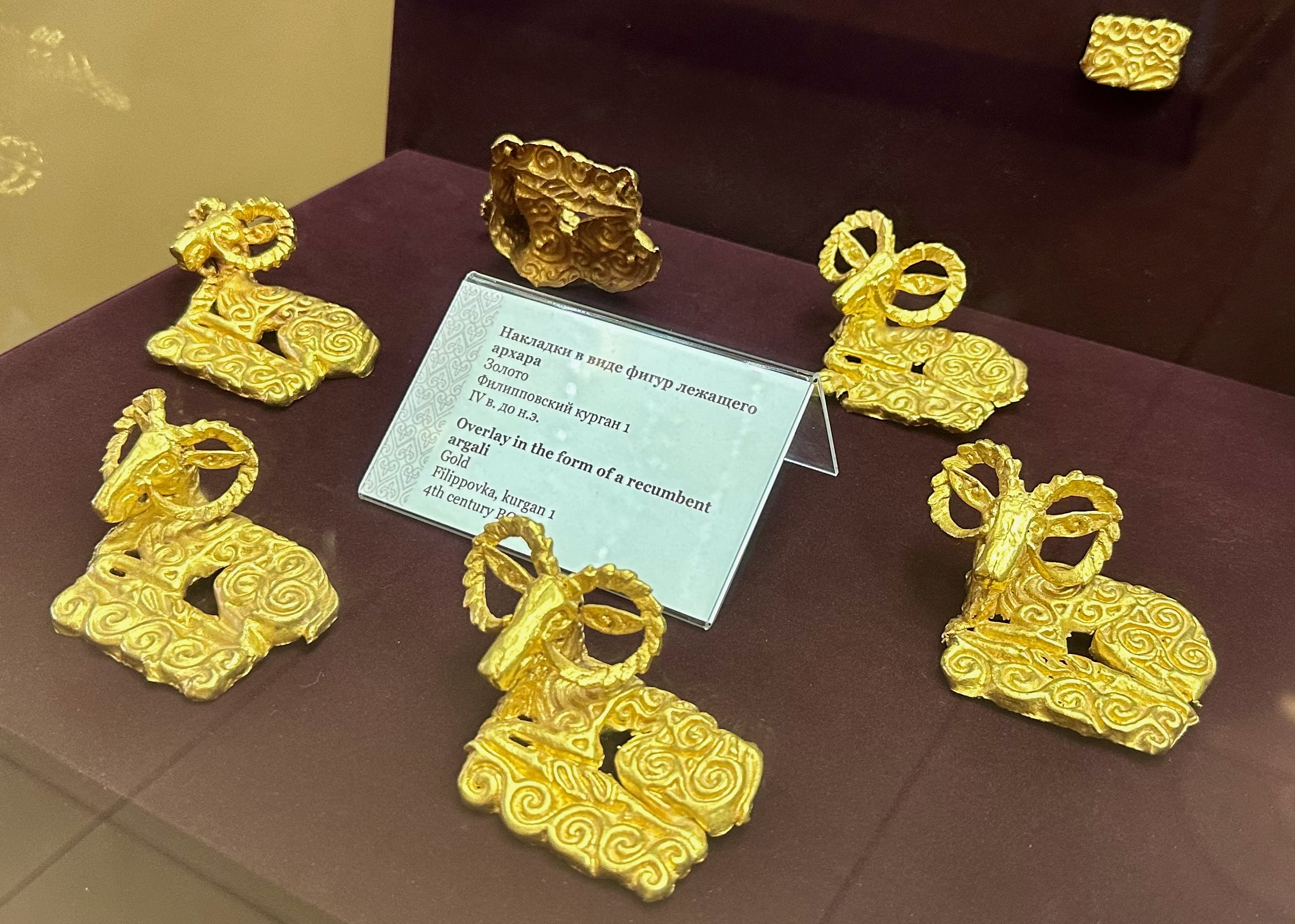
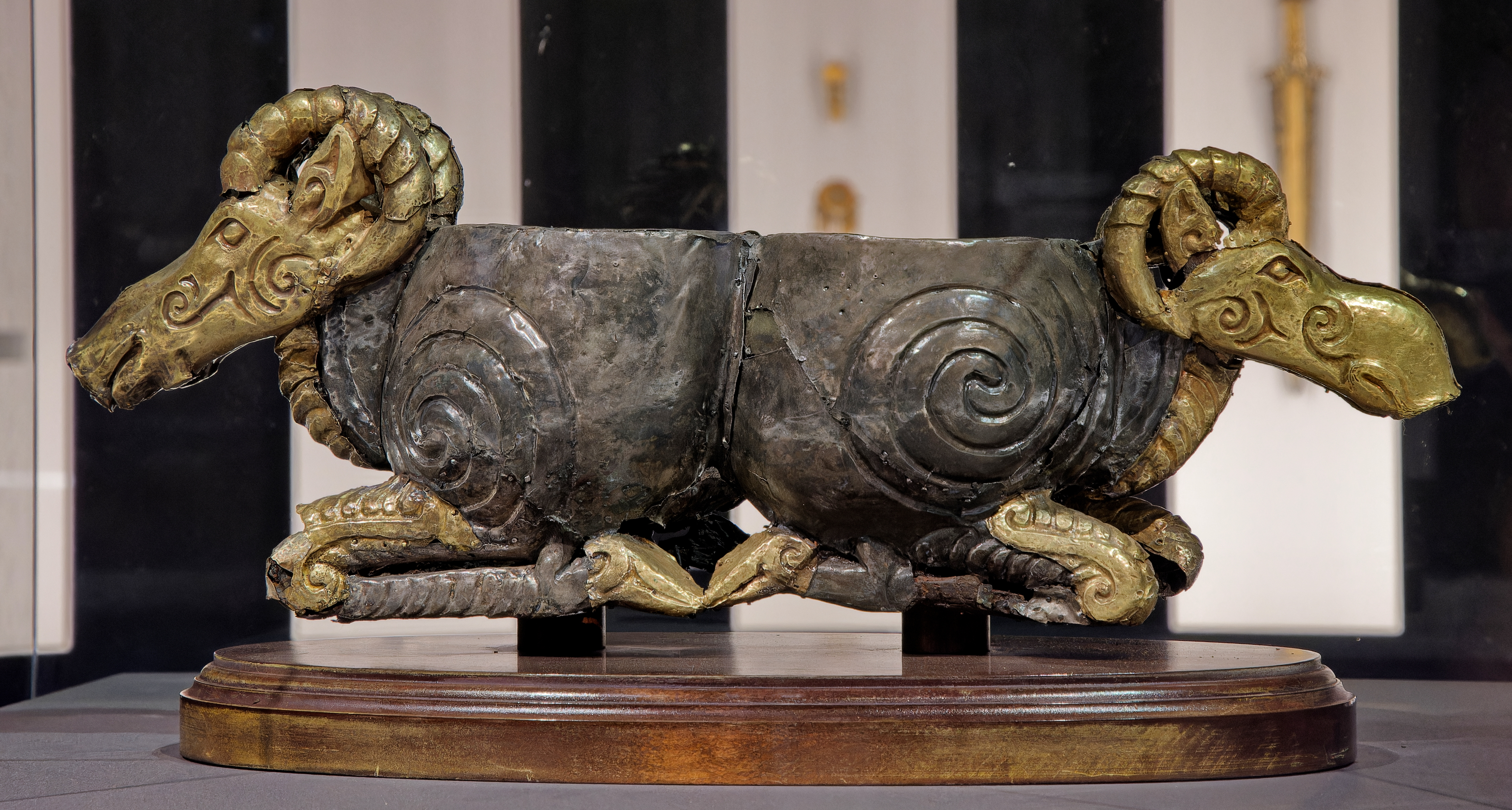
Чаша с ручками в виде голов сайгаков
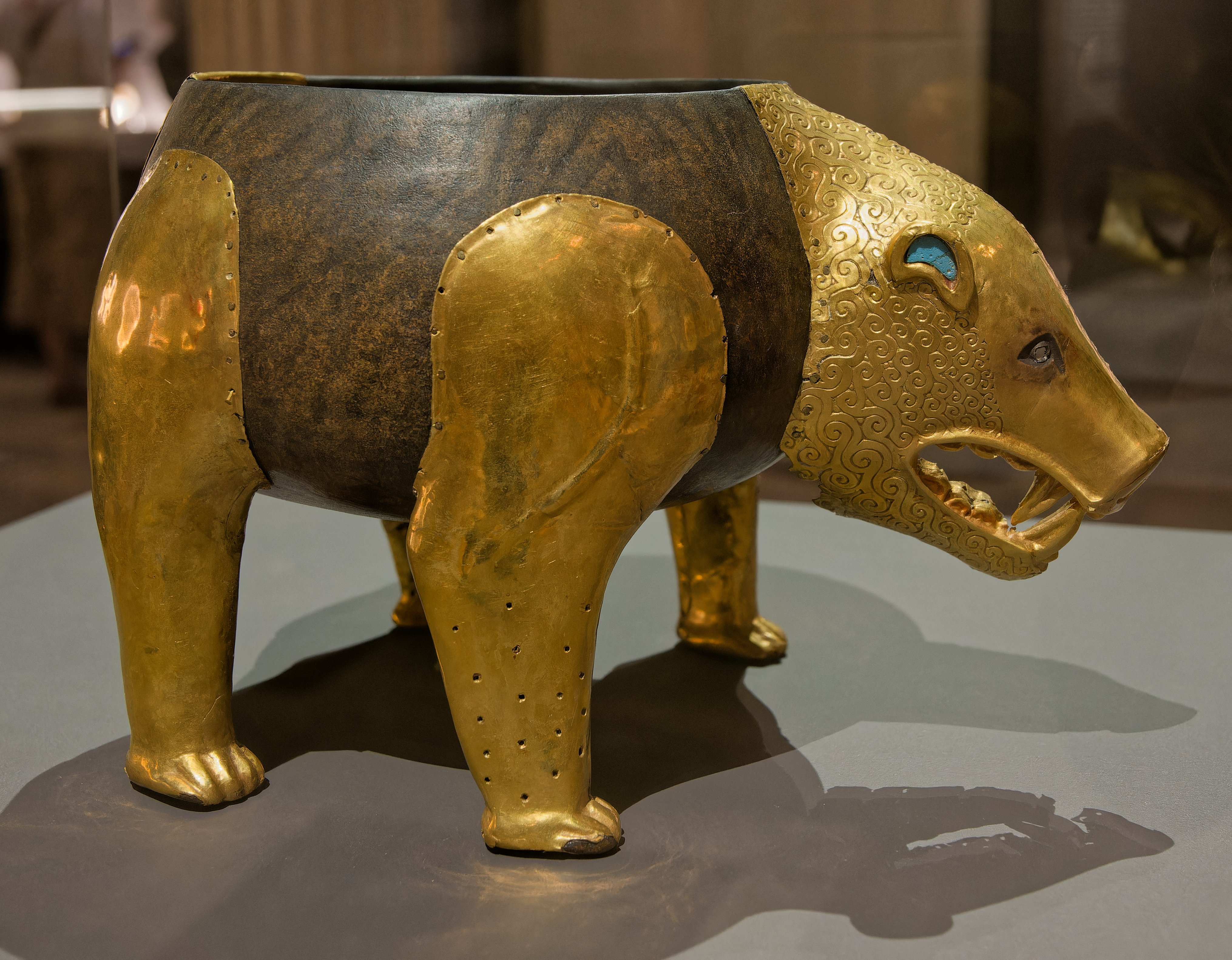
Деревянный сосуд с золотыми оковками в виде фигуры медведя
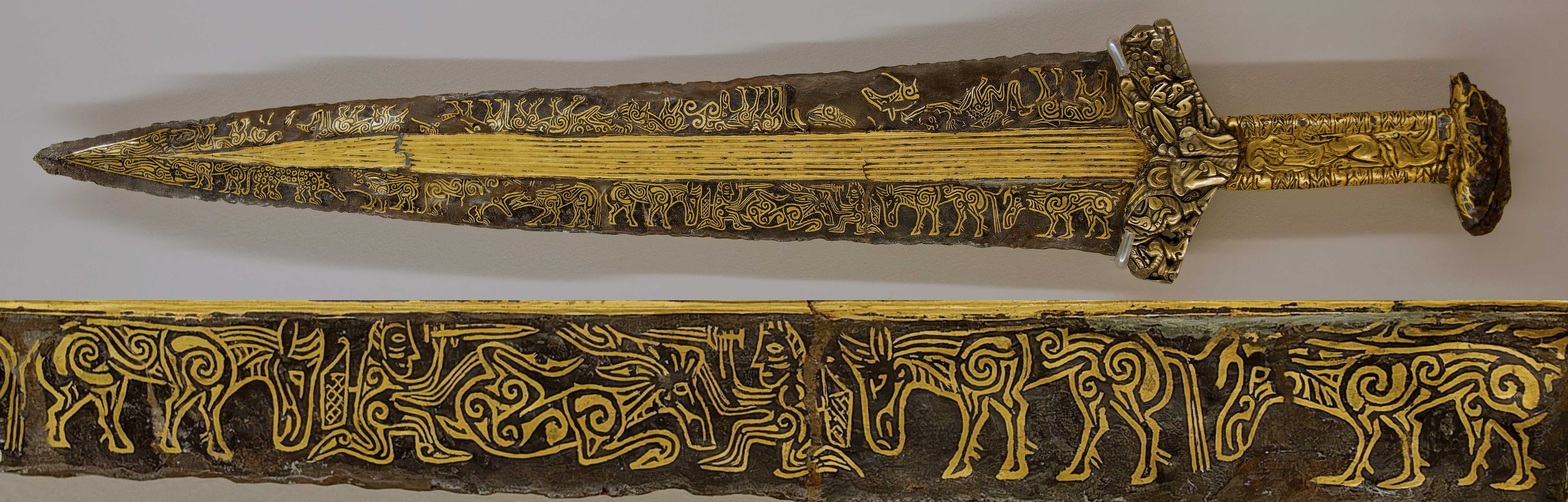
Кинжал
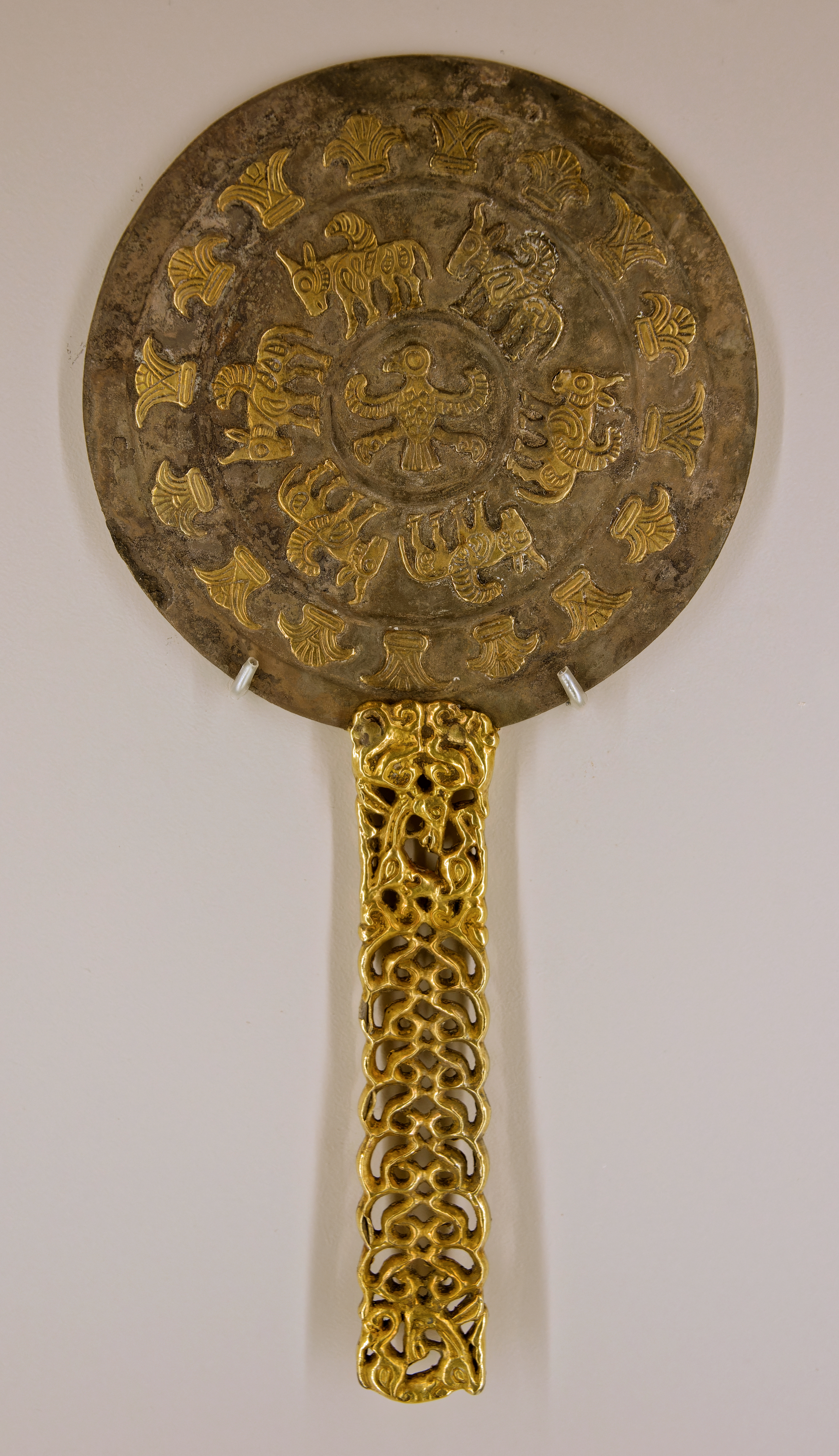
Серебряное зеркало с позолоченной ручкой
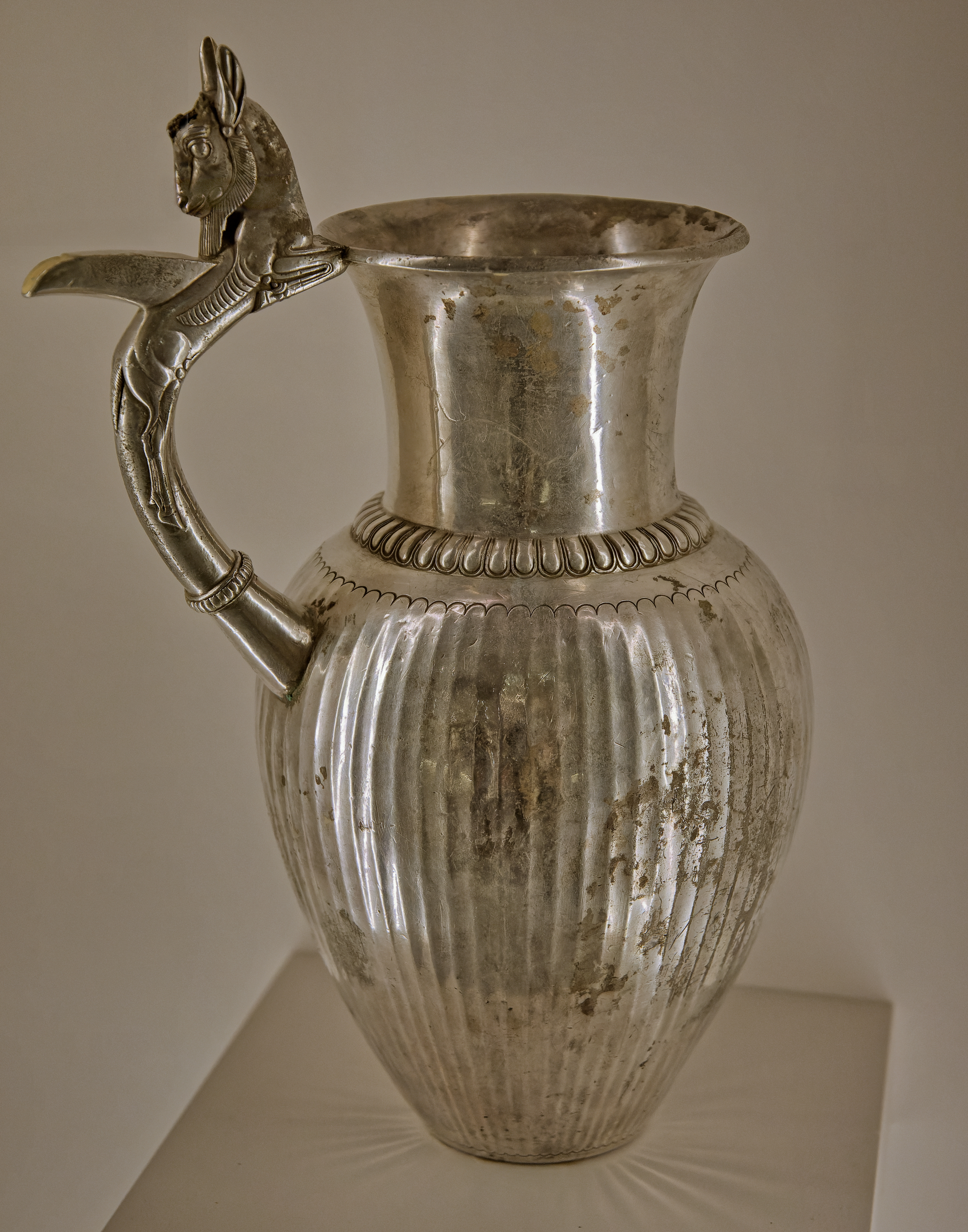
Серебряный кувшин